# Petreeae
Petreeae Briq., 1895 è una tribù di piante spermatofite, dicotiledoni appartenenti alla famiglia Verbenaceae.

## Etimologia
Il nome della tribù deriva dal suo genere tipo Petrea L., 1753 la cui etimologia potrebbe derivare dalla parola "petraeus" (amante delle pietre) ma anche il nome del genere potrebbe essere dato in ricordo di Robert James, Lord Petre (1713-43), patrono della botanica.
Il nome scientifico della tribù è stato definito dal botanico svizzero, e direttore del "Conservatoire Botanique" a Ginevra, John Isaac Briquet (Ginevra, 13 marzo 1870 – Ginevra, 26 ottobre 1931) nella pubblicazione "Naturlichen Pflanzenfamilien - IV, 3a: 144, 157" del 1895.

## Descrizione

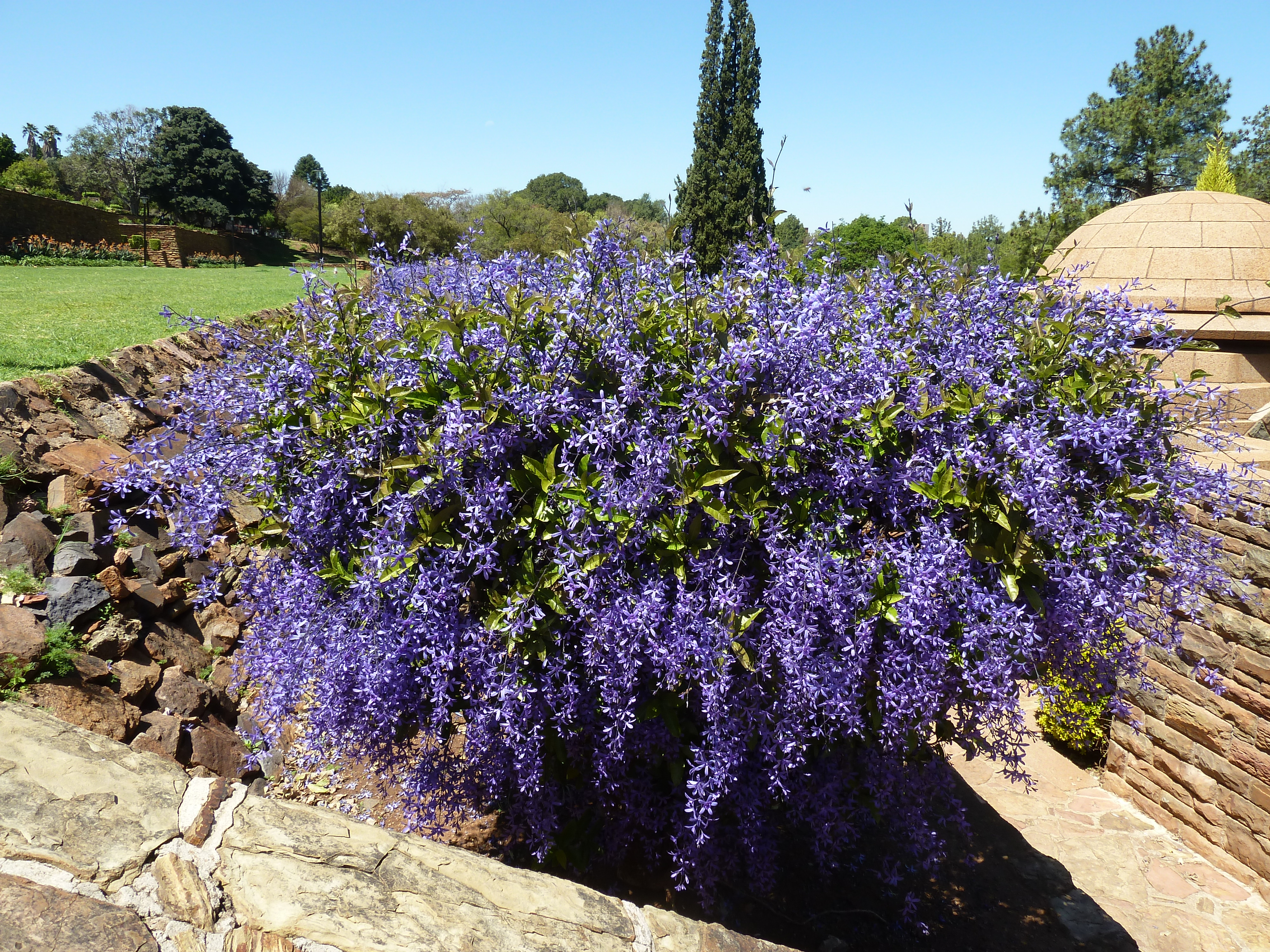
Il portamento
Petrea volubilis

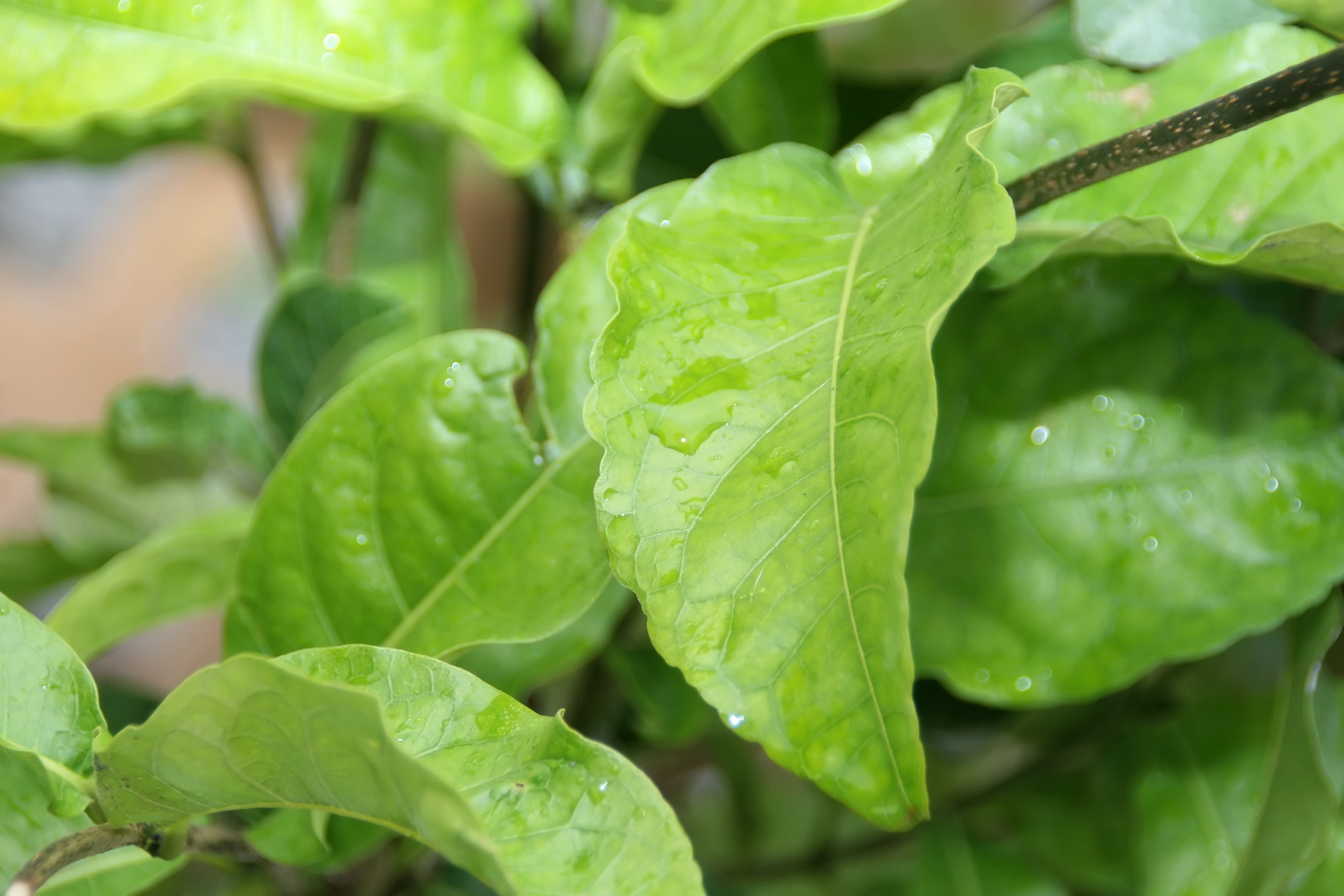
Le foglie
Petrea volubilis

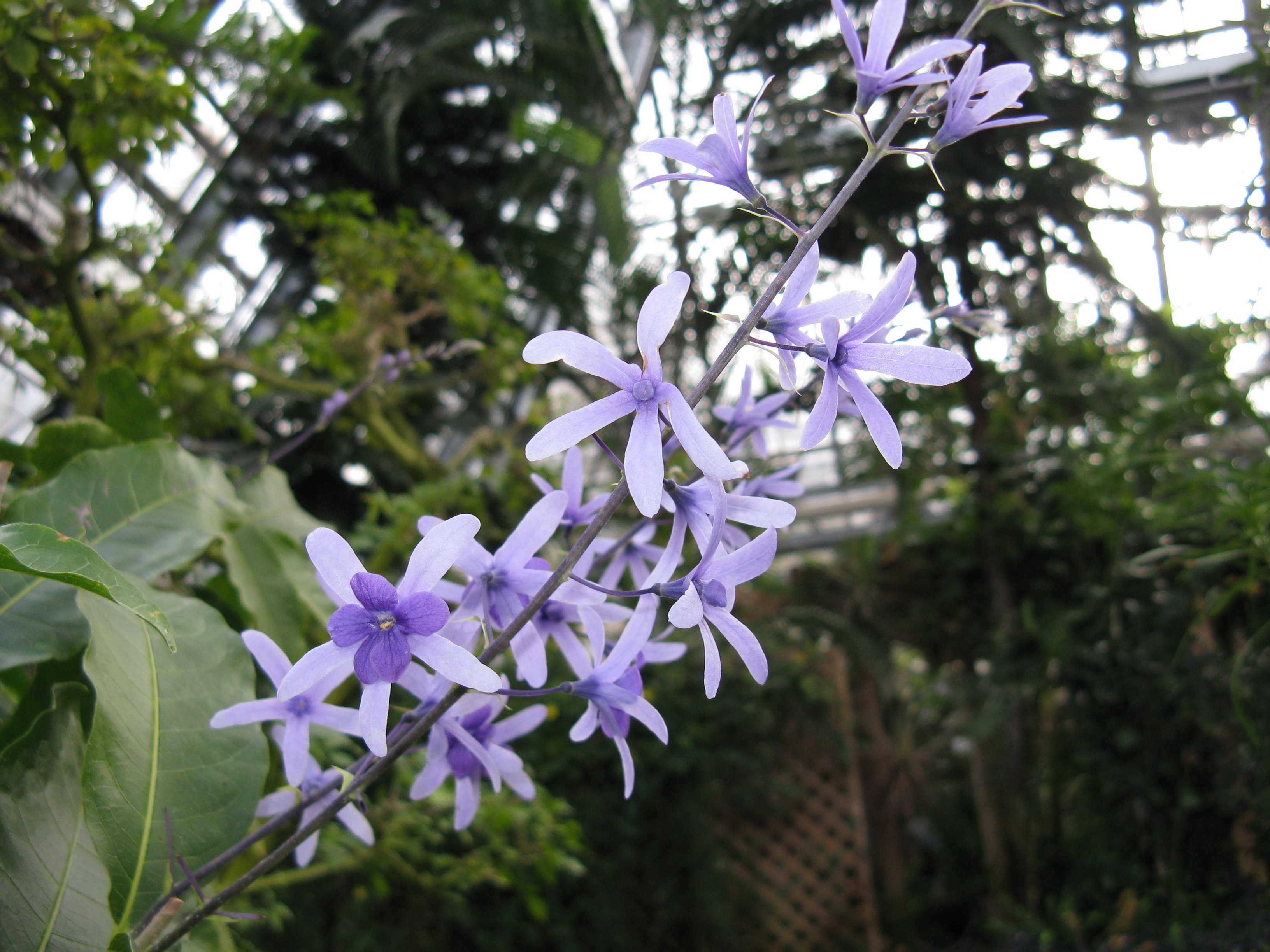
Infiorescenza
Petrea volubilis

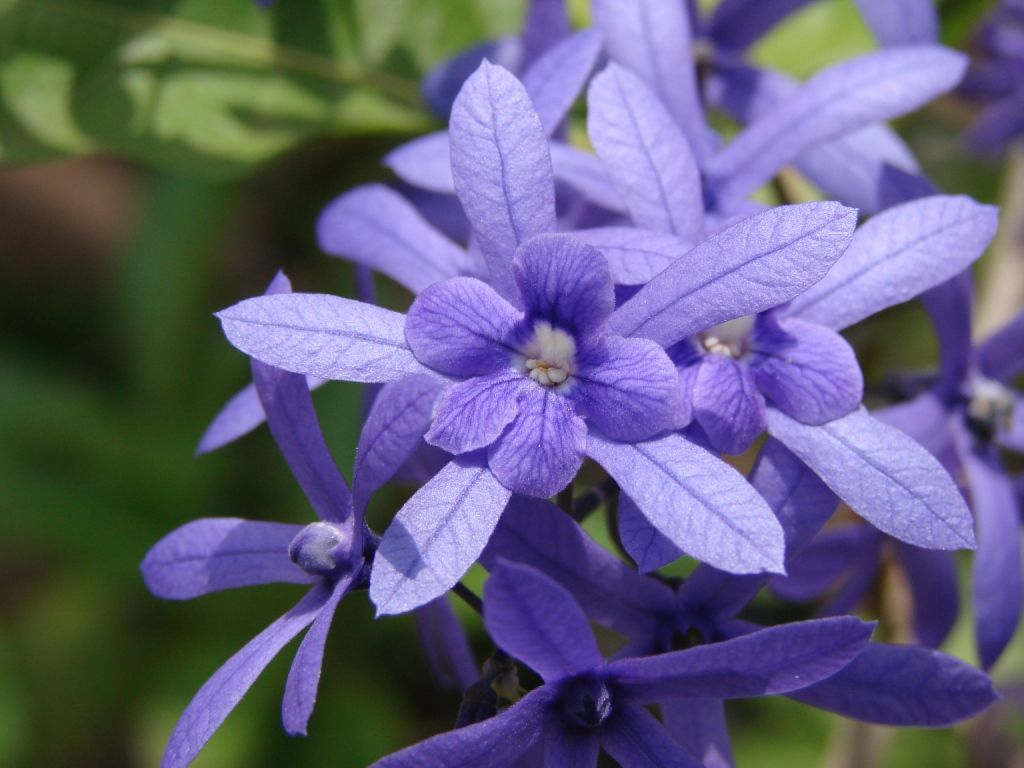
I fiori
Petrea volubilis

- Il portamento delle specie di questa tribù è formato da liane arrampicanti o arbusti o alberi con rami affusolati. Non sono piante aromatiche.[3][8][9][10]
- Le foglie lungo il caule hanno normalmente una disposizione opposta a 2 a 2, e ogni verticillo fogliare è ruotato di 90° rispetto a quello sottostante. Sono presenti anche verticilli fogliari. Le lamine, picciolate, in genere hanno delle forme lanceolate.
- Le infiorescenze, ascellari o terminali, sono di tipo racemoso, allungate con molti fiori. I fiori sono pedicellati. Le brattee sono piccole o assenti.
- I fiori, ermafroditi, sono tetraciclici (ossia formati da 4 verticilli: calice– corolla – androceo – gineceo) e pentameri (i verticilli del perianzio hanno più o meno 5 elementi ognuno).

- Formula fiorale. Per la famiglia di queste piante viene indicata la seguente formula fiorale:

X, K (5), [C (2+3), A 2+2 o 2] G (2), (supero), drupa/2 nucule
- Il calice, simile ad una corolla, è gamosepalo con delle forme da tubolari a campanulate e termina con 5 lobi più lunghi della parte tubolare (in Xolocotzia i lobi si estendono oltre la corolla). La superficie è costoluta e con venature reticolate. Può essere presente anche una stretta coroncina (altezza da 0,4 a 3,5 mm) situata alla base dei lobi del calice ("calice interno"), i cui lobi si alternano a quelli del calice vero e proprio. Il calice è colorato di blu, violetto, porpora o bianco.

- La corolla, gamopetala e più o meno attinomorfa, è ipocrateriforme e termina con 5 lobi ruotati. Il tubo talvolta può essere urceolato o imbutiforme. I colori della corolla sono blu, porpora e bianco.

- L'androceo è composto da quattro stami, appena sporgenti, subdidinami fertili e adnati più o meno nella metà della corolla (sono epipetali). Talvolta è presente un quinto stame di tipo staminoide. I filamenti sono molto corti. Le antere sono dorsofisse; il tessuto connettivo è dilatato. Le teche sono introrse e parallele. La deiscenza è longitudinale. Un disco nettarifero è presente attorno all'ovario. La struttura del polline varia notevolmente da genere a genere; in questa tribù i granuli pollinici sono generalmente tricolpati (brevicolpati); la forma varia da oblata (l'asse polare è più corto di quello equatoriale) a suboblata. Le fessure sono larghe con apici appuntiti e con ispessimento marginale. La struttura dell'esina è tectata-perforata con un reticolo grossolano.

- Il gineceo è formato da un ovario supero monocarpellare (per aborto del secondo adiassale carpello). Il carpello è biloculare per la presenza di un falso setto mediano con 2 ovuli. Gli ovuli, a placentazione assile, sono subanatropi, fissati nella parte superiore del loculo (il falso setto) in modo pendente (ovuli penduli); inoltre hanno un tegumento e sono tenuinucellati (con la nocella, stadio primordiale dell'ovulo, ridotta a poche cellule). Lo stilo è deciduo o persistente con uno stigma debolmente bilobato e obliquo oppure subcapitato.

- I frutti sono delle drupe subcarnose, biloculari (a 2 pireni) con 2 semi per pirene oppure un loculo con un seme per aborto dell'altro. Il frutto è racchiuso nel calice accrescente. Per la specie Xolocotzia il frutto non è conosciuto.

## Riproduzione
- Impollinazione: l'impollinazione avviene tramite insetti (impollinazione entomogama)[15] ma ai tropici anche tramite uccelli quali colibrì (impollinazione ornitogama).
- Riproduzione: la fecondazione avviene fondamentalmente tramite l'impollinazione dei fiori (vedi sopra).
- Dispersione: i semi cadendo (dopo aver eventualmente percorso alcuni metri a causa del vento - dispersione anemocora) a terra sono dispersi soprattutto da insetti tipo formiche (disseminazione mirmecoria). Sono possibili anche dispersioni tramite animali (disseminazione zoocora) in quanto alcuni frutti sono appetibili.[3]

## Distribuzione e habitat
La distribuzione delle specie di questa tribù è centro-americana con habitat tropicali.

## Tassonomia
La famiglia di appartenenza (Verbenaceae), comprendente 34 generi con oltre 1200 specie (secondo altri Autori 36 generi e 1035 specie), è suddivisa in 8 tribù. La distribuzione è praticamente cosmopolita con un habitat che varia da quello tropicale a quello temperato. L'appartenenza della famiglia all'ordine delle Lamiales è consolidata a parte alcune differenze morfologiche quali l'infiorescenza non verticillata (comune nelle altre famiglie dell'ordine) e la posizione dello stilo (terminale e non ginobasico).

### Filogenesi
Nella struttura filogenetica della famiglia la tribù occupa il posto "basale", quindi è "gruppo fratello" al resto della famiglia, ossia è il primo gruppo ad essersi evoluto nel'ambito delle Verbenaceae. Si valuta che questo evento sia avvenuto circa 42 milioni di anni fa. Dalle analisi delle regioni del DNA dei cloroplasti risulta inoltre che la specie Xolocotzia è nidificata all'interno del genere Petrea. Quest'ultimo quindi potrebbe essere parafiletico.

### Composizione della tribù
La tribù si compone di 2 generi e 12 specie:
| Genere                   | Specie                                     | Distribuzione     |
| ------------------------ | ------------------------------------------ | ----------------- |
| Petrea L., 1753          | 11                                         | America tropicale |
| Xolocotzia Miranda, 1965 | Una specie: Xolocotzia asperifolia Miranda | Messico           |